# Georg Lundquist
Georg Abrahamsson Lundquist, född 16 januari 1869 i Stockholm, död 5 maj 1953 i Stockholm, var en svensk musikförläggare.

## Biografi
Georg Lundquist var son till Abraham Lundquist. Efter mogenhetsexamen i Stockholm 1887 praktiserade han i faderns affär, och 1888–1890 studerade han musikhandelsbranschen i Leipzig och Paris. Sedan han återvänt, tjänstgjorde han i faderns firma, som han 1894 övertog och ytterligare utvecklade i dess olika grenar. 1898 öppnade en musikhandelsfilial vid Stureplan 2 i Stockholm, och 1910 utökade han musikförlaget genom inköp av Elkan & Schildknechts förlag. När musikförlagsrörelsen 1913 skildes från sortimentshandeln, överlämnade Lundquist den senare med dess båda butiker som gåva till de mångåriga medhjälparna C. F. Svala och C. A. Söderlund, som sedan drev musikhandel under eget firmanamn. Lundquist, som bland annat representerat pianofirman C. Bechstein, upphörde 1920 även med pianohandeln. Från 1940 skötseln av firman på Lundquists systerson, konsul C. W. Park. 1945 donerade han 100.000 kronor till Svenska musikerförbundet i och för bildandet av en fond, vars avkastning skulle användas för understöd till behövande, ålderstigna svenska musiker. Lundquist fick titeln hovmusikhandlare 1894 och erhöll 1899 Litteris et artibus.